# Suprunî, Lebedîn
Suprunî (în ucraineană Супруни) este un sat în comuna Velîkîi Vîstorop din raionul Lebedîn, regiunea Sumî, Ucraina.

## Demografie
Componența lingvistică a localității Suprunî
     Ucraineană (100%)
Conform recensământului din 2001, toată populația localității Suprunî era vorbitoare de ucraineană (100%).